# マスカティン郡 (アイオワ州)
マスカティン郡（英: Muscatine County）は、アメリカ合衆国アイオワ州の東部に位置する郡である。2010年国勢調査での人口は42,745人であり、2000年の41,722人から2.5％増加した。郡庁所在地はマスカティン市（人口22,886人）であり、同郡で人口最大の都市でもある。
マスカティン郡はマスカティン小都市圏に属している。さらに人口422,435人を抱えるクアッド・シティーズ大都市圏に入っていると見なされている。ただしこの都市圏は連邦政府の統計で認められている都市圏ではない。

## 歴史
マスカティン郡は1836年12月7日に設立され、郡名はミシシッピ川に浮かぶマスカティン島に因んで名付けられたという説がある。この島はミシシッピ川の対岸近くにあり、マスクーテン族インディアンに因むと考えられている。マスクーテン族はアルゴンキン語族であり、白人開拓者の侵入や他部族によって西に追いやられるまでこの地域に住んでいた。
1833年、イリノイ州のジョージ・ダベンポート大佐がこの地域に3人の代表を送って交易基地を設立した。彼らはここに入った最初のヨーロッパ系アメリカ人だった。同じ年にジェイムズ・ケイシーとジョン・バナッタが地域に入ってきた。彼らは1833年6月1日に蒸気船のための物資供給基地を設立し、それをケイシーのウッドパイルと名付けた（当時の蒸気船は薪を燃やしていた）。1838年11月に最初の公有地売却が行われた。その1年後、郡庁舎と監獄の建設が始まった。「オールドジェイルとも呼ばれる2代目の監獄は1857年に建設された。
1864年12月23日、郡庁舎が火事で全焼し、それから2年後に新しい庁舎が同じ場所に建てられた。今日使われている郡庁舎は1907年9月26日に完工したものである。

## 地理
アメリカ合衆国国勢調査局に拠れば、郡域全面積は449.07平方マイル (1,163.1 km2)であり、このうち陸地438.67平方マイル (1,136.2 km2)、水域は10.40平方マイル (26.9 km2)で水域率は2.32％である。

### 主要高規格道路
| - アメリカ国道6号線 - アメリカ国道61号線 - アイオワ州道22号線 - アイオワ州道38号線 | - アイオワ州道70号線 - アイオワ州道92号線 |

### その他の道
- グレートリバー道路

### 隣接する郡
- シーダー郡 - 北
- スコット郡 - 北東
- ロックアイランド郡 (イリノイ州) - 東
- ルイザ郡 - 南
- ジョンソン郡 - 北西

## 人口動態

### 2010年国勢調査
以下は2010年国勢調査による人口統計データである。
基礎データ
- 人口: 42,745人
- 人口密度: 39人/km2（100人/mi2）
- 住居数: 17,910軒
- 使用住居: 16,412軒[9]

### 2000年国勢調査

2000人口ピラミッド

以下は2000年国勢調査による人口統計データである。
| 基礎データ - 人口: 41,722人 - 世帯数: 15,847 世帯 - 家族数: 11,283 家族 - 人口密度: 37人/km2（95人/mi2） - 住居数: 16,786軒 - 住居密度: 15軒/km2（38軒/mi2） 人種別人口構成 - 白人: 90.72% - アフリカン・アメリカン: 0.70% - ネイティブ・アメリカン: 0.31% - アジア人: 0.83% - 太平洋諸島系: 0.02% - その他の人種: 6.05% - 混血: 1.37% - ヒスパニック・ラテン系: 11.92% 年齢別人口構成 - 18歳未満: 26.9% - 18-24歳: 8.6% - 25-44歳: 28.8% - 45-64歳: 22.8% - 65歳以上: 12.9% - 年齢の中央値: 36歳 - 性比（女性100人あたり男性の人口） - 総人口: 98.1 - 18歳以上: 94.9 | 世帯と家族（対世帯数） - 18歳未満の子供がいる: 34.8% - 結婚・同居している夫婦: 57.9% - 未婚・離婚・死別女性が世帯主: 9.3% - 非家族世帯: 28.8% - 単身世帯: 24.1% - 65歳以上の老人1人暮らし: 9.9% - 平均構成人数 - 世帯: 2.59人 - 家族: 3.07人 収入と家計 - 収入の中央値 - 世帯: 41,803米ドル - 家族: 48,373米ドル - 性別 - 男性: 36,229米ドル - 女性: 24,793米ドル - 人口1人あたり収入: 19,625米ドル - 貧困線以下 - 対人口: 8.9% - 対家族数: 6.3% - 18歳未満: 10.7% - 65歳以上: 7.7% |

## 都市と町

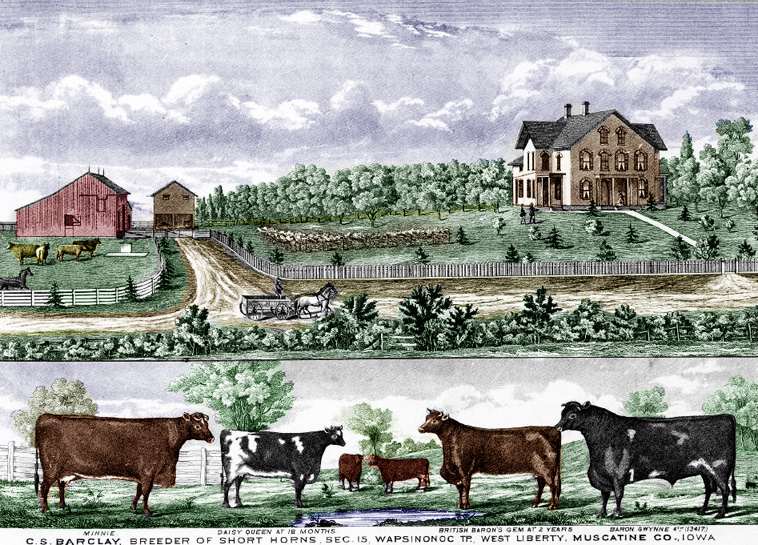
C・S・バークレイが描いた農場、1975年

### 都市
| - マスカティン - 郡庁所在地 - アタリサ - ブルーグラス（部分） - デュラント（部分） - コーンズビル - フルートランド | - ニコルズ - ストックトン - ウォルコット（部分） - ウェストリバティ - ウィルトン |

### 未編入の町
| - クランズトン - フェアポート - ミッドウェイビーチ | - モンペリエ - モスコー - ピーターズバーグ |

### 郡区
- ブルーミントン郡区
- シーダー郡区
- フルーツランド郡区
- フルトン郡区
- ゴセン郡区
- レイク郡区
- モントピーリア郡区
- モスクワ郡区
- オロノ郡区
- パイク郡区
- セブンティシックス郡区
- スウィートランド郡区
- ワプシノノック郡区
- ウィルトン郡区